# Gruszka (województwo warmińsko-mazurskie)
Gruszka – wieś w Polsce położona w województwie warmińsko-mazurskim, w powiecie działdowskim, w gminie Płośnica. W latach 1975–1998 miejscowość administracyjnie należała do województwa ciechanowskiego.
We wsi istniała mleczarnia, którą zburzono na przełomie roku 2010 i 2011 i na jej miejscu wybudowano dom.
Zobacz też: Gruszka, Gruszka Duża, Gruszka Duża-Kolonia, Gruszka Mała Druga, Gruszka Mała Pierwsza, Gruszka Zaporska